# روبرت وايت
روبرت وايت (1796-1872) (بالإنجليزية: Robert Wight)‏ هو عالم نبات اسكتلندي.
ولد في 6 يوليو 1796 - 26 مايو 1872) كان جراحًا اسكتلنديًا في شركة الهند الشرقية، قضى حياته المهنية بالكامل في جنوب الهند، حيث كانت أعظم إنجازاته في علم النبات - كعالم نبات اقتصادي وعالم تصنيف رائد في جنوب الهند. ساهم في إدخال القطن الأمريكي.
وبصفته عالم تصنيف ، وصف 110 أجناسًا جديدة و 1267 نوعًا جديدًا من النباتات المزهرة. وظف فنانين نباتيين هنود لتوضيح العديد من النباتات التي جمعها بنفسه وجامعي الهنود الذين دربهم. نشر ويليام هوكر بعض هذه الرسوم التوضيحية في بريطانيا ، ولكن منذ عام 1838 نشر سلسلة من الأعمال المصورة في مدراس بما في ذلك ستة مجلدات غير ملونة.Icones Plantarum Indiae Orientalis (1838-1853) واثنين من الأعمال الملونة يدويًا ، من مجلدين ، الرسوم التوضيحية لعلم النبات الهندي (1838-50) و Spicilegium Neilgherrense (1845-1851). بحلول الوقت الذي تقاعد فيه من الهند عام 1853 ، كان قد نشر 2464 رسمًا توضيحيًا للنباتات الهندية. معيار اختصار مؤلف ايت يستخدم للإشارة إلى هذا الشخص هو مؤلف عندما نقلا عن اسم النباتية.